# Eugeniusz I
Eugeniusz I (ur. w Rzymie, zm. 2 czerwca 657 tamże) – święty katolicki, 75. papież w okresie od 10 sierpnia 654 do 2 czerwca 657.

## Życiorys
Urodził się w Rzymie, był synem Rufiniana; w momencie wyboru na papieża był już w podeszłym wieku.
Został wybrany jeszcze za życia Marcina I (który przebywał w więzieniu), pod naciskiem cesarza bizantyńskiego Konstansa II (miało to miejsce 10 sierpnia 654). Starał się przywrócić stosunki pomiędzy Stolicą Piotrową, a Konstantynopolem i w tym celu wysłał tam swoich wysłanników. Papież chciał uregulować kwestię dwóch natur Chrystusa, lecz kiedy już udało się w 655 roku osiągnąć kompromis, lud rzymski się zbuntował i nie dopuścił papieża do głosu, dopóki ten nie odrzucił propozycji. Z tego powodu, zamiast pokoju, nastąpiła nowa schizma, która niechybnie skończyłaby się dla papieża zesłaniem, jednak Eugeniusz zmarł, zanim cesarz poczynił jakiekolwiek kroki.
Oparł się intrygom cesarza powiadamiając kraje Europy o męczeństwie Marcina I.
Został pochowany w bazylice św. Piotra. Jego wspomnienie liturgiczne w Kościele katolickim obchodzone jest 2 czerwca.